# Elefthería Eleftheríou
Elefthería Eleftheríou (grec moderne : Ελευθερία Ελευθερίου), née le 12 mai 1989 à Paralímni à Chypre, est une chanteuse chypriote-grecque. Elle tente de représenter la Grèce au concours de l'Eurovision en 2010 mais sa chanson Tables Are Turning est rejetée. Elle représente la Grèce, en 2012, au concours de l'Eurovision, avec sa chanson Aphrodisiac et se classe 17e du concours.

## Biographie
Elle participe à l'émission The X Factor, version grecque en 2009 mais est éliminée au début de la compétition.
Le 12 mars 2012, elle est choisie pour représenter la Grèce au Concours Eurovision de la chanson 2012 à Bakou, en Azerbaïdjan avec la chanson Aphrodisiac (Aphrodisiaque).

### Performances dans X Factor
- Live 1 - "Den Milo Gia Mia Nihta Ego" (Elefthería Arvanitáki)
- Live 2 - "Kopse Kai Mirase Sta Dio" (Eleonóra Zouganéli)
- Live 3 - "Kathe Fora Pou Me Kitazeis (Álkistis Protopsálti)
- Live 4 - Ouverture : "Girls Just wanna have fun"; Compétition : "Stin Diskotek" (Elpída)
- Live 5 - "No One" (Alicia Keys)
- Live 9 - "Methismeni Politeia" (Ánna Víssi)

## Discographie

### Singles numériques
- 2010 - "Kentro Tou Kosmou" (Tables are turning)
- 2010 - "Otan Hamilonoume To Fos"
- 2011 - "Never" (Housetwins feat. Elle)
- 2012 - "Aphrodisiac" (TBR)
- 2012 - "Hearts Collide"
- 2013 - "Mystiko Mou" (feat Goin' Through)
- 2013 - "Raindrops" (feat Deepcentral)

### Vidéos
- 2010 - "Kentro Tou Kosmou"
- 2011 - "Never" (Housetwins feat. Elle)